# Мишић подизач горње усне и носног крилца
Мишић подизач горње усне и носног крилца (лат. musculus levator labii superioris alaeque nasi) је мали, парни, пљоснати мишић главе, који је смештен унутра и нешто површније у односу на мишић подизач горње усне. Припаја се на спољашњој страни чеоног наставка горње вилице и на дубокој страни коже унутрашње половине горње усне и суседног носног крилца.
Мишић инервишу јабучне гране фацијалног живца, а улога му се огледа у подизању горње усне и носног крилца што доводи до ширења ноздрве (као код режања). Елвис Пресли је био познат по изразу лица који узрокује овај мишић, тако да је он популарно назван „Елвисов мишић“. С обзиром на функцију, убраја се у групу мимичне мускулатуре.